# Carl Heinrich von der Osten
Carl Heinrich von der Osten, död 1691 troligen i Danzig, var en fortifikationsofficer och tecknare.
Osten kom i svensk tjänst 1646 som fortifikationsingenjör och tjänstgjorde först i Carl Gustaf Wrangels armé och senare i Karl X Gustavs armé i Polen. Han förordnades till kommendant i Lovicz 1656 och medföljde följande år i anfallet mot Danmark där han tillfångatogs i slaget vid Nyborg 1659. Året därpå gick han i dansk tjänst där han befordrades till överste och generalkvartermästare och tjänstgjorde som kommendant på Kronborg i Kristianstad och Landskrona. 1687 lämnade han Danmark och var därefter kommendant i Danzig fram till sin död. Osten var en duktig tecknare och flera av hans teckningar från tiden som fortifikationsingenjör överfördes till kopparstick. Bland motiven märks slaget vid Zusmarshausen, svenska arméns övergång över isen vid Freisingen, de befästa lägren vid Dingolfing och Moosburg samt svenska och franska arméernas bataljordning vid Landsberg 1648. För M Merians förlag utförde han ett 100-tal illustrationer. Osten är representerad vid Krigsarkivet i Stockholm.